# Metoncholaimus scissus
Metoncholaimus scissus är en rundmaskart som beskrevs av Christian Wieser och Stephen Donald Hopper 1967. Metoncholaimus scissus ingår i släktet Metoncholaimus och familjen Oncholaimidae. Inga underarter finns listade i Catalogue of Life.